# Dönhultagyl
Dönhultagyl är en sjö i Ronneby kommun i Blekinge och ingår i Bräkneåns huvudavrinningsområde. Sjön är 7,7 meter djup, har en yta på 0,04 kvadratkilometer och är belägen 43 meter över havet.